# Cadillac Eldorado
La Cadillac Eldorado è una vettura, caratterizzata dalla scocca a due porte, che ha fatto parte della gamma delle auto contraddistinte dal marchio Cadillac, prodotta a partire dall'anno 1953, e sino all'anno 2002. L'origine del nome è controversa, poiché secondo alcuni esperti del settore deriva da un suggerimento che una segretaria, interpellata sull'argomento, avrebbe dato a un dirigente della Casa.
Il modello infatti si poneva come il più lussuoso prodotto dalla casa automobilistica sino a quel momento, e all'epoca venne suggerito di denominarla con il nome della mitica città dell'oro, Eldorado, e solo questo nome poteva rendere giustizia alle peculiarità che contraddistinguevano il modello, e identificarne appieno le particolari caratteristiche. Invece, sulla rivista Palm Spring Life, è stato scritto che il nome deriva dall'appellativo con il quale veniva identificato il "resort" preferito dai vertici della General Motors, e cioè l'"Eldorado Country Club", ubicato nella Coachella Valley, in California.
Degno di nota il fatto che, per tutto il corso della sua produzione, l'Eldorado rimase la più lussuosa vettura facente parte della gamma prodotta dalla casa automobilistica americana.

## Sviluppo e versioni

### Prima serie

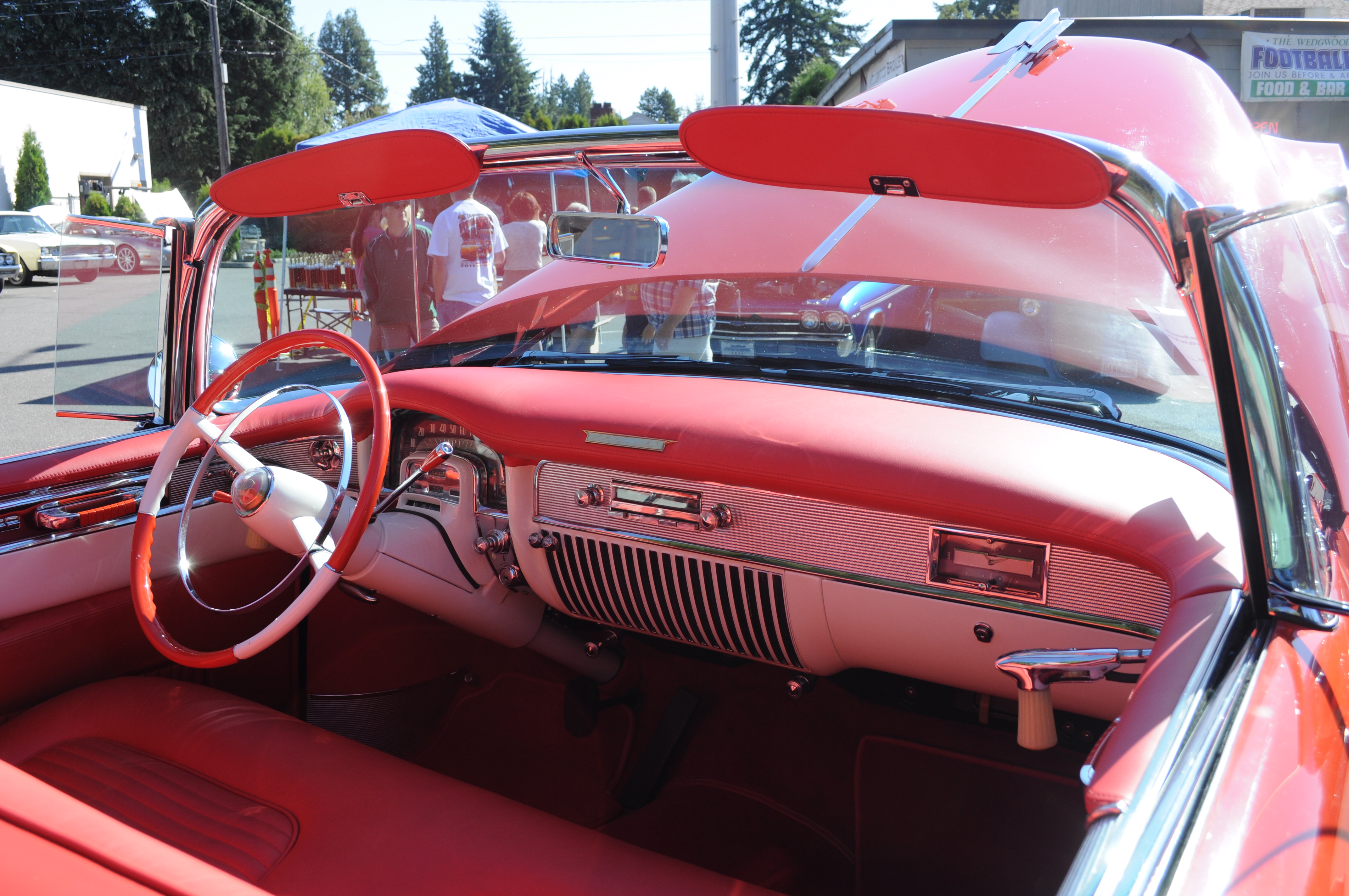
Gli interni

L'Eldorado venne presentata nel corso dell'anno 1953, sulla falsariga della concept-car El Dorado Golden Anniversary presentata nel corso dell'anno precedente, il 1952. La vettura inizialmente era disponibile in quattro colori speciali, e inoltre era contraddistinta dal possedere alcune caratteristiche uniche, nonché una capote rigida come copertura. Sebbene fosse strutturalmente basata sulla Series 2 decappottabile, vettura di normale produzione, l'Eldorado costava esattamente il doppio della stessa, poiché il suo prezzo di listino raggiungeva i 7.750 dollari USA. Tra le particolarità di questa vettura si possono ricordare i finestrini senza telaio, e una particolare linea mediana, passante per la base dei finestrini, a sbalzo, cioè incisa nel metallo della carrozzeria. Questi due tocchi di stile erano molto amati da Harley Earl, il capo dell'Ufficio Stile della General Motors, e trovò estimatori anche fra gli altri costruttori, che lo adottarono sulle carrozzerie delle auto da loro prodotte. Degno di nota il fatto che per tutto il corso degli anni cinquanta l'Eldorado rimase la vettura che dettava lo stile dell'intera gamma General Motors e più in generale di gran parte dell'industria automobilistica statunitense.

### Seconda serie

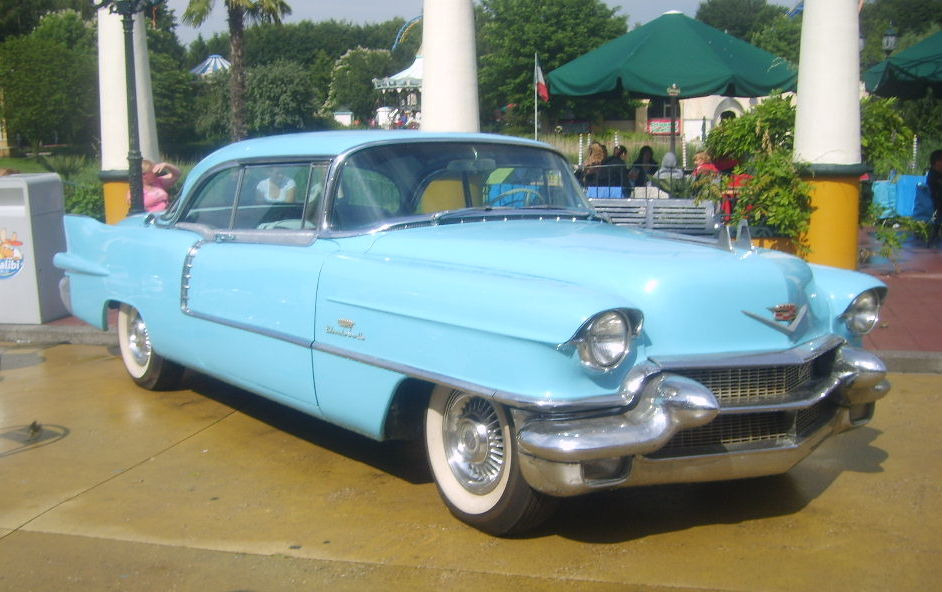
Una Cadillac Eldorado Seville

Nel corso dell'anno 1954, l'Eldorado perse la sua particolare carrozzeria e da quel momento condivise quella di base delle Cadillac di serie. Questo avvicendamento consentì alla General Motors di allargare la base costituita dai potenziali acquirenti, poiché sfruttando i più elementari principi di sinergia industriale, poté ridurre il prezzo dell'autovettura, che era proibitivo.
Nel corso dell'anno 1955, la carrozzeria della vettura fu fatta oggetto di un nuovo intervento, poiché fu adottato il parabrezza panoramico, e furono aggiunte, nella parte posteriore della stessa, delle pinne dalla foggia alta e slanciata, caratterizzate da linee diritte e spigolose, in totale contrasto con quelle che caratterizzavano le precedenti, curvilinee e bulbose, e che erano patrimonio comune delle vetture prodotte all'epoca dalle marche concorrenti. Anche questa scelta rappresentò un altro esempio di come l'Eldorado, dal punto di vista stilistico, si ponesse all'avanguardia della produzione automobilistica americana dell'epoca.
Nel corso dell'anno 1956 venne presentata la versione hardtop che fu denominata Eldorado Seville.

### Terza serie
Nel corso del 1957 venne ampiamente rivista la parte posteriore delle carrozzerie dell'Eldorado coupé e della Seville. Questa adesso adottava una linea bassa e a freccia, che partiva dal paraurti, e che si collegava a delle code slanciate, caratterizzate dall'avere la parte superiore tagliata. Queste linee furono adottate per un biennio, e non trovarono molti imitatori.

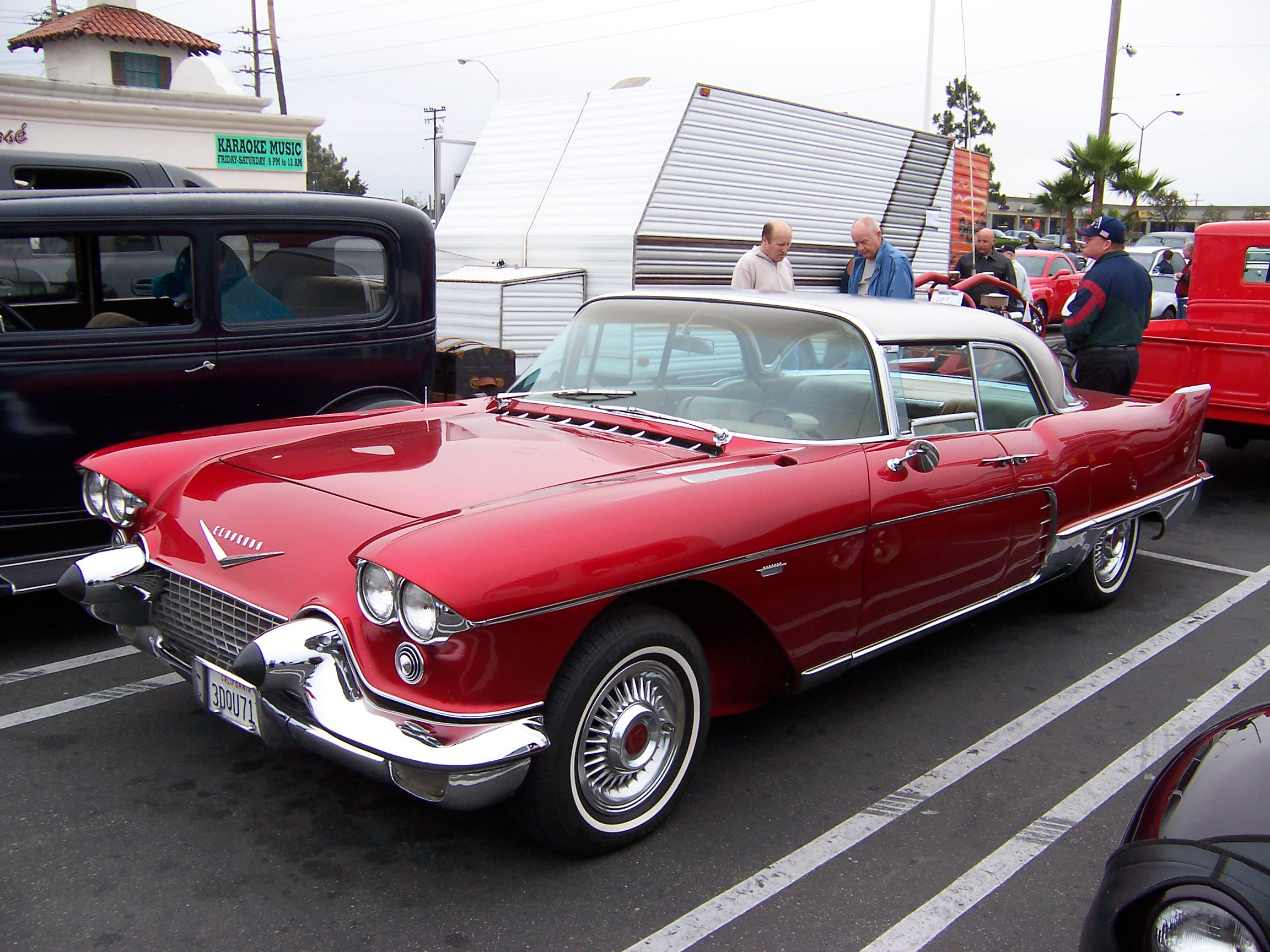
Una Eldorado Brougham

Sempre nel corso dell'anno 1957 venne presentata la vettura più costosa (costava di più di una Rolls Royce Silver Cloud dell'epoca), mai prodotta dalla General Motors. Essa venne denominata Eldorado Brougham. Questa Eldorado era una quattro porte hardtop, e si poneva come uno dei principali esempi di design del gruppo statunitense. Molte erano le particolarità di questa vettura, fra le quali si possono annoverare le quattro porte che si aprivano come quelle di un armadio, cioè ruotando verso la parte anteriore e posteriore della vettura, e lasciando completamente libera la parte centrale della stessa, rendendo in tal modo più agevole l'accesso ai passeggeri. Il tetto era realizzato totalmente in acciaio inossidabile, le sospensioni erano pneumatiche, ed erano stati montati i "doppi fari", caratteristiche queste ultime per la prima volta adottate su una vettura prodotta dalla casa statunitense. Inoltre l'auto era stata corredata di ogni altro accessorio, estetico o pratico, alla realizzazione del quale le fervide menti dei progettisti della General Motors avevano potuto contribuire. Per esempio la vettura disponeva di sedili dotati di una particolare dispositivo elettromeccanico che consentiva di memorizzare le varie posizioni che potevano assumere, e di richiamarle in qualsiasi momento. All'epoca l'applicazione di una soluzione del genere su una vettura di produzione europea era considerabile pura fantascienza. Il prezzo di vendita di tale autovettura era comunque elevatissimo, poiché superava i 14.000 dollari. Essa venne prodotta consecutivamente per due anni, ma a causa del suo prezzo proibitivo, la sua diffusione fu alquanto limitata, e di conseguenza ne venne prodotto solo un numero molto ridotto di esemplari. Nonostante il prezzo di vendita astronomico, alcuni esperti del settore sostengono che l'auto fosse in realtà prodotta in perdita. Oggi queste vetture, data la loro difficile reperibilità, e le particolarità tecniche e stilistiche che le contraddistinguono, rientrano nella categoria delle vetture del periodo postbellico più amate e ricercate dai collezionisti.

### Quarta serie
La quarta serie venne prodotta dal 1959 al 1960.

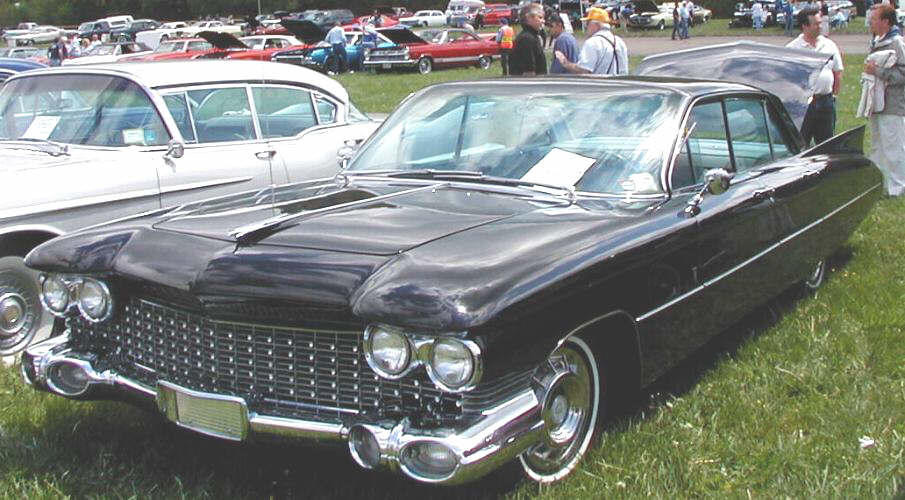
Una Eldorado Brougham del 1959

La produzione della Eldorado Brougham venne interrotta nel corso dell'anno 1958, anche se per altri due anni, il 1959 e il 1960, ne venne realizzata una versione differente che però mantenne la stessa denominazione. Questa seconda serie dell'Eldorado Brougham veniva prodotta in Italia, dalla Pininfarina, ditta con la quale la Cadillac intrattenne un lungo rapporto di collaborazione. La carrozzeria era assemblata, artigianalmente, dalla ditta italiana, che utilizzava la meccanica originale, americana. Queste Eldorado erano contraddistinte da uno stile esteriore meno stravagante rispetto a quello che caratterizzava le vetture prodotte nel corso dei due anni precedenti, e il loro prezzo di vendita era inferiore. Tra le particolarità estetiche di queste vetture vanno ricordate le luci posteriori, molto discrete e perfettamente inserite nelle pinne, che a differenza di quelle che avevano adornato la parte posteriore delle auto prodotte dallo stesso marchio in precedenza, erano di dimensioni più ridotte, e dunque meno appariscenti. Peculiarità delle vetture prodotte in precedenza erano stati proprio i gruppi ottici posteriori, doppi, e forma di ogiva, inseriti in pinne alte quasi un metro, che stilisticamente richiamavano i piani di governo dei missili. Anche in questo caso lo stile dell'Eldorado indicò la via da seguire in futuro. Le Brougham prodotte nel biennio compreso tra l'anno 1959 e l'anno 1960 sono meno amate dai collezionisti, in quanto la qualità complessiva della vettura non raggiunse mai gli standard molto elevati che caratterizzavano le vetture prodotte nel corso del biennio precedente, compreso tra l'anno 1957 e l'anno 1958.
Nel corso dell'anno 1960 venne interrotta la produzione della Seville. A partire da questa data in poi la versione decappottabile dell'Eldorado divenne, in pratica, una versione più curata e accessoriata delle Cadillac decappottabili di serie. Sempre durante quell'anno terminò l'importazione delle Eldorado Brougham italiane, e, per il modello in questione si prospettò l'inizio di un lungo periodo di oblio.

### Quinta serie
La quinta serie venne prodotta dal 1961 al 1962. Disponibile solo in versione cabriolet.

### Sesta serie
La sesta serie venne prodotta dal 1963 al 1964. Nel modello prodotto nel corso dell'anno 1964, la differenza maggiore che diversificava esteticamente l'Eldorado dalle altre autovetture prodotte dalla casa era sostanzialmente l'assenza delle gonne sui parafanghi.

### Settima serie
La settima serie venne prodotta dal 1965 al 1966.

### Ottava serie
L'ottava serie venne prodotta dal 1967 al 1970. Disponibile in versione hardtop ma non più come cabriolet.
Nel corso dell'anno 1967 la situazione mutò radicalmente, poiché, dopo un certo periodo di stanca, il mercato delle vetture di lusso, che si era sviluppato nel corso negli anni cinquanta, proprio grazie anche alle autovetture contraddistinte dal marchio Cadillac, e con l'attivo contributo di modelli quali la stessa Eldorado, riprese vigore, dimostrandosi ampio e diversificato, e molto remunerativo a livello commerciale.
In quello stesso periodo, precisamente nel corso dell'anno 1966, fece la sua comparsa sul mercato americano una vettura particolare, la Oldsmobile Toronado, che era contraddistinta da alcune peculiari soluzioni tecniche, fra le quali si poteva annoverare la trazione anteriore. Nel corso dell'anno successivo il telaio dell'Oldsmobile venne utilizzato per la fabbricazione dell'Eldorado. Il design della vettura in questione era opera esclusiva di Bill Mitchell, che si produsse nella realizzazione, per tale coupé, di uno stile rigoroso ed essenziale. Tale stile fu successivamente ampiamente approvato dai critici del settore e dai clienti del marchio, riscuotendo un notevole apprezzamento, e di conseguenza la risposta del mercato fu ampiamente positiva. I livelli di vendita raggiunti dal modello dopo l'avvio della sua commercializzazione raggiunsero numeri eccellenti. Negli corso degli anni seguenti la struttura di base dell'autovettura rimase praticamente immutata, e non vennero effettuate modifiche di carattere sostanziale alla stessa, sino all'anno 1970. Fra le peculiarità tecniche che caratterizzarono le Eldorado prodotte nel corso del biennio compreso tra l'anno 1967 e l'anno 1968 si può annoverare il fatto che furono gli unici modelli prodotti dal marchio contraddistinti dall'adozione della soluzione tecnica dei fari a scomparsa. Anche se non raggiungono le quotazioni di mercato delle autovetture prodotte nel corso della seconda metà degli anni cinquanta esse attualmente riscuotono comunque un discreto interesse fra i collezionisti.

### Nona serie
Nel corso dell'anno 1971, l'intera gamma delle vetture Full-Size della General Motors venne riprogettata, e fatta oggetto di una profonda ristrutturazione. Per l'Eldorado questo significò la reintroduzione, sul coupé, delle gonne sui paraurti, e della versione decappottabile. Sull'hardtop venne introdotta un'ulteriore innovazione stilistica, che fu definita i "finestrini Opera". Si trattava sostanzialmente di finestrini di forma ellissoidale, inseriti posteriormente all'interno della struttura del tetto in vinile. Anche questo tocco di stile introdotto dall'Eldorado divenne popolare, e successivamente fece la sua comparsa su gran parte delle vetture americane prodotte da altre marchi, sino alla fine del decennio. La carrozzeria non subì modifiche di particolare rilievo, sino a un sostanziale rifacimento, che avvenne nel corso dell'anno 1975. In totale questa versione del modello rimase in produzione per otto anni.
Queste autovetture, che adottavano la soluzione tecnica della trazione anteriore, vennero equipaggiate con il V8, caratterizzato dalla cilindrata molto elevata, che raggiungeva il valore di circa 8200 centimetri cubi, (500in3), e tale valore rappresenta la cubatura massima raggiunta da un propulsore utilizzato sul modello in questione. Questo motore era stato introdotto sull'Eldorado, che rimase l'unico modello a montarlo, a partire dall'anno 1970. Gli altri modelli della gamma erano equipaggiati con il 7,7 L (472in3), la cui immissione sul mercato risaliva all'anno 1968.
Nel corso dell'anno 1976, la produzione delle altre vetture decappottabili americane era ormai terminata, e anche la General Motors pubblicizzò ampiamente l'imminente uscita dal listino ufficiale della casa della Cadillac Eldorado decappottabile, che in effetti era l'ultima vettura contraddistinta da tale particolarità tecnica di questo genere a essere prodotta negli USA. Ciò diede l'avvio a fenomeni di carattere speculativo, e molte di queste vetture furono acquistate con l'intento di realizzare un investimento il cui valore, secondo gli acquirenti, si sarebbe sicuramente rivalutato nel corso degli anni successivi. In seguito però fu proprio la stessa General Motors a reintrodurre il modello nella gamma delle sue vetture scoperte, causando il nascere di una diatriba, che ebbe successivamente anche risvolti di natura legale, tra la casa automobilistica e i suoi clienti, poiché essi, sentendosi buggerati dalla casa automobilistica, promossero nei confronti della stessa una causa legale, che tuttavia persero.
Nel corso del biennio compreso tra l'anno 1977 e l'anno 1978, il pianale dell'Eldorado/Toronado, vetture a trazione anteriore, rimase quello di maggiori dimensioni fra quelli utilizzati per produrre la gamma delle autovetture della General Motors mentre, nello stesso periodo, quelli delle vetture a trazione posteriore, utilizzati per lo stesso scopo, le ridussero sensibilmente.
Nel 1978 un'Eldorado venne impiegata dal designer Franco Sbarro per realizzare la sua Function Car. Tale vettura gli era stata richiesta dal saudita Joseph E. Adjadj, proprietario della Techniques d'Avant Garde. La modifiche più profonde furono apportate nella sezione posteriore, dove fu collocato un vero e proprio ufficio in miniatura dotato di quattro poltrone, due telefoni, un frigorifero e due scrivanie. Per permettere l'installazione di tutto ciò, fu necessario raddoppiare l'assale posteriore e introdurre due ruote supplementari. Inizialmente erano previsti 25 esemplari, ma se ne produsse solamente uno.

### Decima serie
Nel corso dell'anno 1979 venne presentata una nuova e accessoriata Eldorado, che per la prima volta condivideva la struttura di base della Buick Riviera anche con la Toronado. Queste autovetture, allo scopo di migliorare i consumi assolutamente proibitivi che avevano contraddistinto i modelli prodotti sino ad allora, furono equipaggiate con propulsori di cubatura inferiore rispetto a quelli utilizzati in passato, compresa tra i 5,7 L i 6 L (350in3 e 368in3), che sostituirono i precedenti, caratterizzati da cilindrate comprese tra i 7,7 L e i 8,2 L.
Furono poi adottate le sospensioni posteriori indipendenti, allo scopo di recuperare spazio, e facilitare la sistemazione dei sedili posteriori e del bagagliaio, in una vettura peraltro caratterizzata da dimensioni esterne più ridotte rispetto alle precedenti. La più importante modifica di natura estetica fu originata dall'adozione di una linea del tetto che, nella parte posteriore, era caratterizzata da un taglio netto, praticamente verticale, così come pure lo era la linea dei finestrini posteriori.
Fece successivamente la sua comparsa il modello Biarritz dell'Eldorado. Su questo modello venne adottato nuovamente il tetto in acciaio inossidabile che caratterizzava la Brougham prodotta nella seconda metà degli anni cinquanta. Nonostante fossero caratterizzate da dimensioni più contenute rispetto a quelle che contraddistinguevano le versioni precedenti, le Eldorado prodotte in questo periodo erano comunque autovetture di dimensioni notevoli, dotate di un abitacolo accogliente, ed equipaggiate con propulsori potenti.
A partire dall'anno 1981, prese l'avvio per la casa automobilistica lo sfortunato intermezzo produttivo dipendente dall'adozione dei disastrosi motori, caratterizzati dal funzionamento di tipo modulare, a cilindrata variabile V8-6-4. Questi propulsori erano equipaggiati e controllati da un nuovo e complesso sistema elettronico di monitoraggio, che avrebbe dovuto consentire di mantenere i limiti di consumo stabiliti dalle nuove norme federali in materia. Il sistema avrebbe dovuto consentire l'attivazione di un numero di cilindri proporzionale alla potenza richiesta in quel momento al motore, escludendo quelli non necessari. Il sistema però non funzionò mai bene, e anzi, spesso non funzionò del tutto. Nonostante il palesarsi di tutti questi problemi la reputazione dell'Eldorado rimase solida, e le vendite raggiunsero il massimo livello delle 100.000 unità nel corso dell'anno 1984. Un risultato eccezionale, soprattutto se si considera che questa era una della vetture più costose immesse sul mercato automobilistico dell'epoca. Fra tutte le generazioni delle Eldorado prodotte nel corso delle varie epoche, questa può essere considerata la più indovinata in funzione del periodo e della situazione di mercato.

### Undicesima serie
Nel corso dell'anno 1986, la produzione dell'Eldorado fu contraddistinta da una nuova, notevole e decisa riduzione delle dimensioni esterne della carrozzeria dell'autovettura.
Le dimensioni esterne dell'Eldorado raggiunsero gli standard dimensionali tipici di modelli compact prodotti alcuni anni prima dalla casa, ed essa era caratterizzata dall'essere di dimensioni esterne minori di quelle che contraddistinguevano la Lincoln Continental Mark VII, sua diretta concorrente. Il procedere tecnicamente alla riduzione delle dimensioni esteriori del modello era dovuto alla decisione, presa collegialmente dal direttivo della direzione della General Motors, di assoggettarsi alle opinioni fornite dai suoi consulenti, i quali avevano previsto che nel 1986 il prezzo del carburante avrebbe raggiunto e superato i 3 dollari al gallone US, e che di conseguenza la domanda del mercato si sarebbe orientata verso auto di lusso di dimensioni più ridotte. In realtà, a quella data il costo di un gallone di benzina raggiunse la metà del prezzo stimato in precedenza, circa 1,5 dollari. Tuttavia la reazione del mercato all'incremento dei prezzi del carburante, fu un crollo deciso dei valori dei numeri di vendita delle automobili, che si attestò attorno a cifre che corrispondevano a un quinto di quelli raggiunti solamente nei due anni precedenti. Il modello prodotto in quell'anno era poi contraddistinto da una linea stilisticamente assolutamente anonima e infelice. Inoltre per la prima volta l'Eldorado abbandonava la sua tipica peculiarità della soluzione tecnica dell'hardtop, per avvicinarsi alle soluzioni tecniche adottate dalle berline. Nel tentativo di risollevare le sorti di quello che era stato considerato un responso commerciale disastroso, la vettura venne poi sottoposta a una frenetica e raffazzonata ristilizzazione, che sortì come unico effetto un modesto recupero di vendite. Tuttavia questa versione del modello non incontrò mai il consenso e l'apprezzamento dei clienti tradizionali della casa, ed è considerata dai critici e dagli esperti del settore un grave errore di Marketing. La produzione del modello ristilizzato cessò nel corso dell'anno 1991. Utilizzando la stessa meccanica, nel corso dell'anno 1987, riprendendo a collaborare con quello che era considerato un suo partner storico, la Pininfarina, la casa mise in produzione la Cadillac Allanté, una roadster, che nelle sue intenzioni avrebbe dovuto diventare una temibile concorrente per le case europee quali la BMW e la Mercedes, ma che comunque, a causa degli stessi problemi di natura tecnica ed estetica che affliggevano gli altri modelli, fu accolta tiepidamente dal mercato automobilistico dell'epoca.

### Dodicesima serie
Nel corso dell'anno 1992, fece la sua apparizione una nuova Eldorado, le cui dimensioni esterne erano solo leggermente maggiori rispetto a quelle del modello prodotto in precedenza. La sua carrozzeria era caratterizzata da una linea particolare, che la facevano sembrare di dimensioni maggiori rispetto a quelle reali. Furono nuovamente adottati i finestrini senza telaio, prerogativa della casa, e successivamente, appena fu disponibile, essa venne equipaggiata con l'eccellente motore "Northstar V8". La combinazione fra una linea esteriore molto più gradevole e razionale rispetto a quella che aveva caratterizzato il modello precedente, abbinata all'utilizzo di un propulsore eccellente, rese questo modello molto più simile alle grandi Eldorado del passato e, in generale, i commenti degli operatori del settore e della tipica clientela del marchio all'apparire sul mercato automobilistico del modello furono positivi, così come pure lo fu il successivo responso di carattere commerciale, tanto che i valori dei numeri di vendita del modello ripresero a salire, anche se non raggiunsero mai quelli toccati in precedenza nel corso degli anni migliori.
Complice l'evolversi dei gusti della clientela, i potenziali acquirenti però cominciarono a manifestare uno scarso interesse per i modelli caratterizzati dalla scocca a due porte, tanto che la Toronado e la Riviera cessarono di essere prodotte in questo periodo, e anche un modello come la Seville, una quattro porte, prodotto dalla stessa Cadillac superò nei valori dei numeri di vendita quelli della stessa Eldorado.
Apparì quindi chiaro che con l'avvicinarsi del nuovo millennio, il destino dell'Eldorado era ormai segnato.

### Il triennio 2000 - 2003
In concomitanza con la commercializzazione del modello prodotto a partire dal 2003, che fu definito the 50° model year, poiché erano ormai trascorsi cinquant'anni dall'apparire sul mercato automobilistico americano della prima versione dell'Eldorado, la casa madre ne annunciò il termine definitivo della produzione. Nonostante ciò l'Eldorado godette di un ultimo sussulto di popolarità, poiché il modello prodotto nel corso di quell'anno conquistò, grazie ai 300 hp (224 kW) erogati dal propulsore che l'equipaggiava, il primato della seconda più potente auto a trazione anteriore mai prodotta negli Stati Uniti, subito dopo alla Pontiac Grand Prix GXP, che era equipaggiata con un propulsore che erogava ben 307 hp.
Allo scopo di rimarcare la fine della produzione di questo storico modello, venne reintrodotta la verniciatura bicolore rosso/bianca, peculiarità della versione decappottabile prodotta nell'anno 1953. Anche i tubi di scarico furono sistemati in modo da imitare la disposizione che adottavano sui modelli prodotti all'epoca.
La produzione della Cadillac Eldorado si è conclusa ufficialmente il 22 aprile dell'anno 2002.